# Arabesco

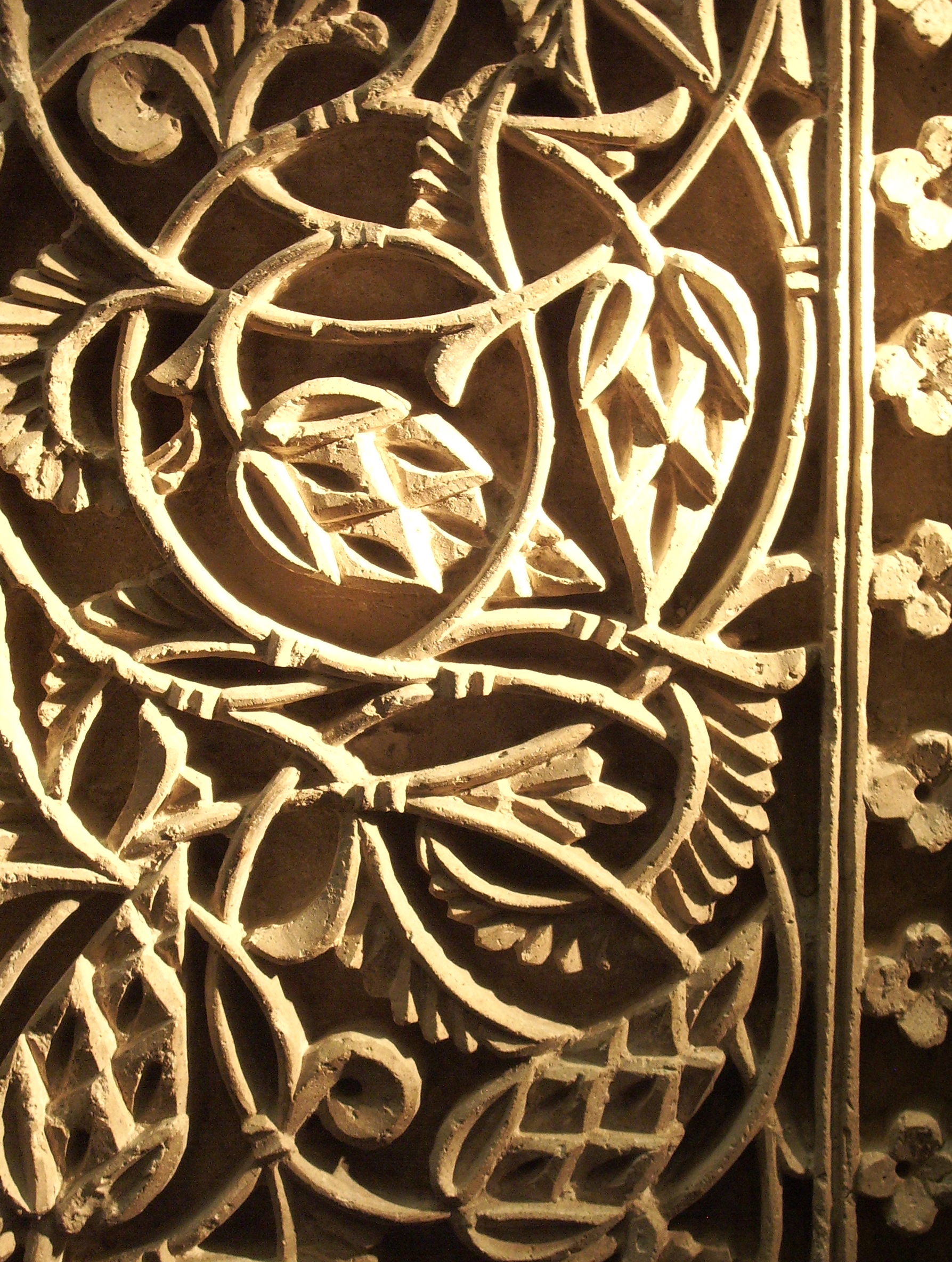
Arabesco en el Palacio de la Aljafería (Zaragoza)

El arabesco, palabra proveniente del italiano arabesco, también denominado ataurique (del árabe توريق, tawrīq, "follaje"), se refiere al adorno de figuras geométricas vegetales y patrones extravagantes que imita formas de hojas, flores, frutos, cintas, y aparecen casi siempre en las paredes de ciertas construcciones árabes, como las mezquitas, consideradas como un arte pictórico.
Ejemplos de decoración con arabesco son el mihrab de la Mezquita de Córdoba, el palacio Medina Azahara, el palacio de la Aljafería de Zaragoza o la Alhambra de Granada. También se empleó en el arte mudéjar, como se puede contemplar en la fachada del palacio de Pedro I, del Alcázar de Sevilla.

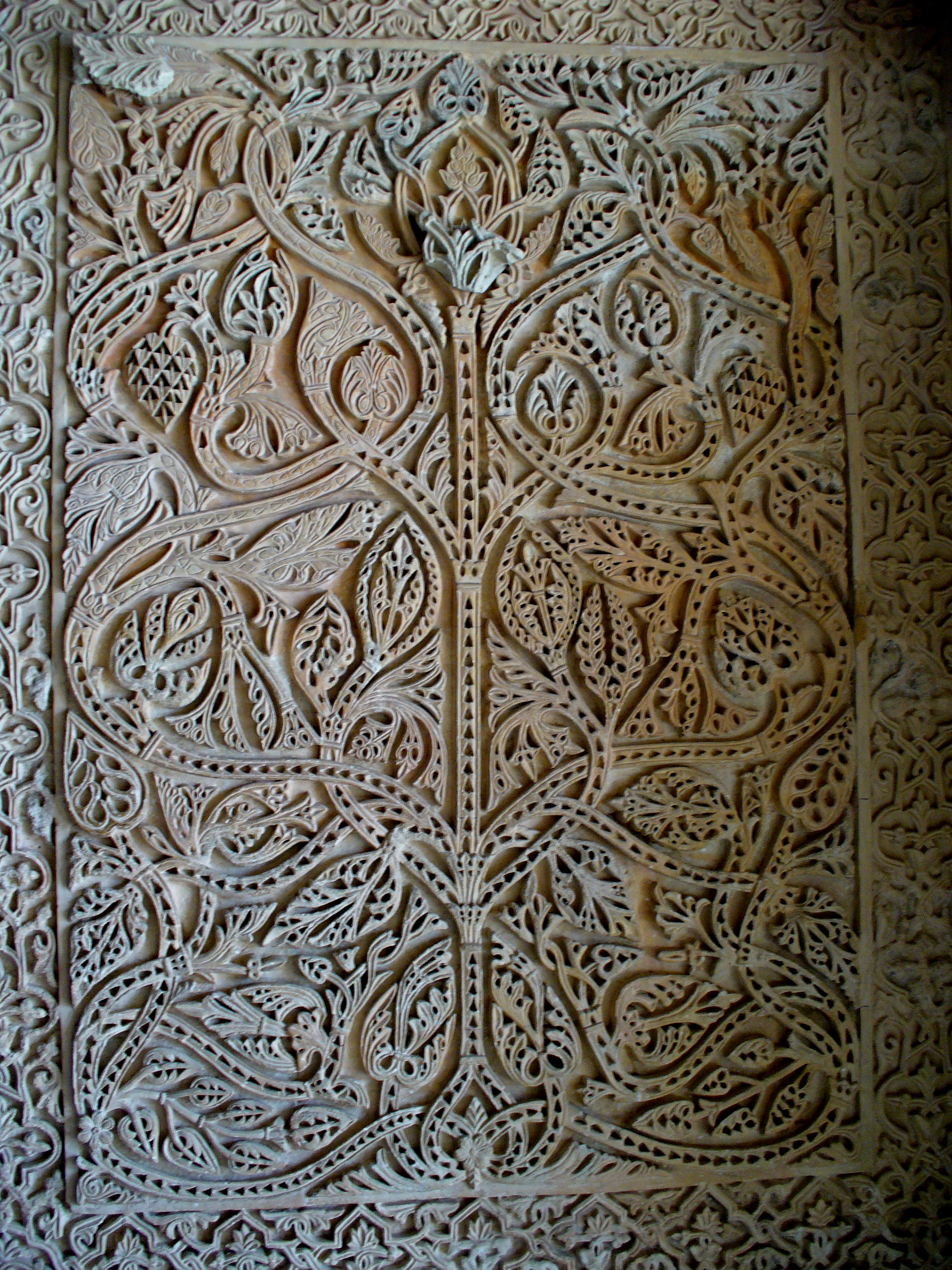
Ataurique en el Salón de Abd al-Rahmán III, Medina Azahara (Córdoba)

No obstante, el arabesco es mucho más antiguo que el arte islámico. Aparece en monumentos egipcios y asirios; también en algunos etruscos, griegos y romanos. En la Edad Media, se utilizó en toda clase de adornos, y en el Renacimiento fue muy usado en Italia.

## Arabesco

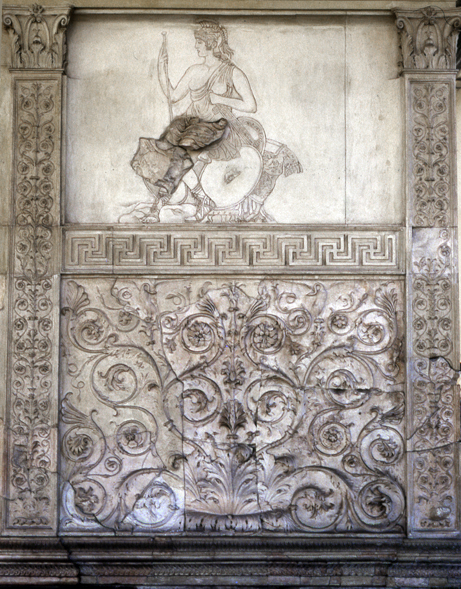
Panel del Ara Pacis en Roma (ca. 27 d. C.), uno de los primeros arabescos conocidos

Vitruvio, que hace mención de este género de ornamento, cuya moda comenzaba en su época entre los romanos, no habla de él más que para condenarlo, y consideraba esta novedad como un atentado dirigido contra la pureza del arte antiguo. Dice:
Los antiguos colocaban bajo sus pórticos paisajes tomados de la naturaleza, que representaban puertos, promontorios, ríos, bosques, rebaños o asuntos históricos, tales como la guerra de Troya y los viajes de Ulises. Ahora, malas costumbres se proponen destruir la verdad que servía de guía a los antiguos. Se pintan sobre las paredes seres deformes, más que seres que existen en la realidad. Por otra parte, de estas ramas brotan flores, de las cuales se hacen salir semifiguras, las unas con cabezas de hombres, las otras con cabezas de animales. Pero estas cosas no existen y por lo que a mí toca, no apruebo más que lo que está conforme con la verdad.
Este pasaje nos da la fecha exacta en que se introdujeron en el arte clásico los ornamentos en forma de arabesco, que según el mismo autor, no serían más que una inaceptable imitación del estilo egipcio.
Antes Aristóteles dejaba testimonio de su admiración por ciertas tapicerías persas sobrecargadas de ornamentos, que según la descripción que da de ellas, debemos considerarlas como verdaderos arabescos. Dice:
Estas tapicerías eran tan notables por el brillo de sus colores, como por la riqueza y singularidad de sus dibujos, representando un extravagante conjunto de plantas y animales y hasta de grifos y de centauros.
En las excavaciones de Pompeya se han encontrado sobre las paredes de los edificios romanos colocados al descubierto un gran número de pinturas en forma de arabescos que representan a menudo patrones cuyas formas arquitectónicas son enteramente opuestas a la sencillez de las líneas griegas y latinas. De modo que, bien se refiera a la opinión de los antiguos autores sobre los arabescos, bien se juzgue por el sello particular de su estilo, es difícil no suponerlos de origen oriental.
Diversos pueblos a lo largo del mundo y en diverso grado de complejidad han hecho uso del arabesco: los indios, los chinos, los antiguos mexicanos entre otros los utilizaron sobre sus edificios, sobre los mosaicos y hasta sobre sus telas.

### Arte europeo

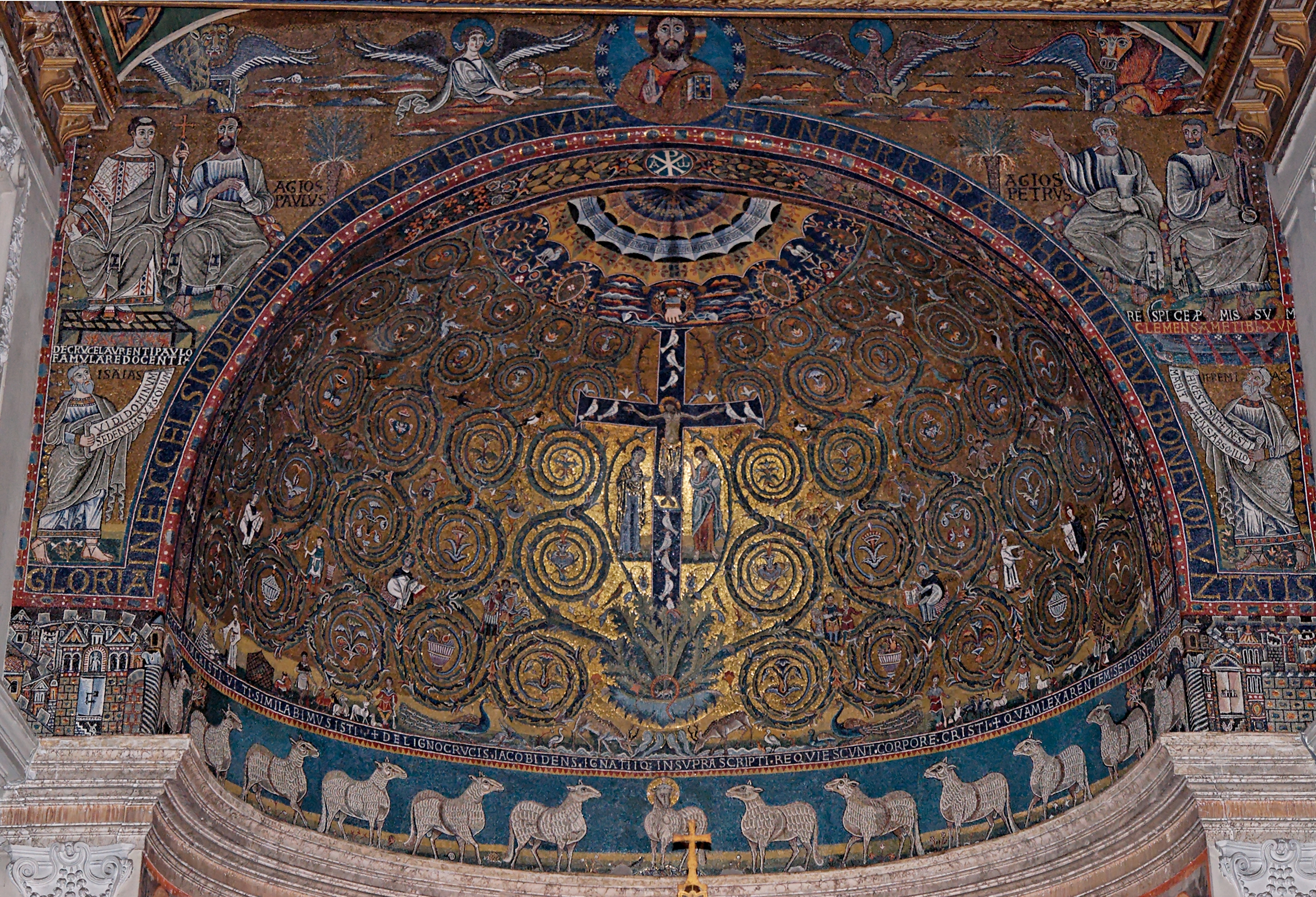
Ábside de la basílica de San Clemente en Roma, s. II.

En lo referente a la historia del arte europeo, en tiempo de los emperadores, los romanos pintaban sobre sus edificios públicos, sus palacios y sus sepulcros arabescos o asuntos simbólicos que indicaban el destino de los monumentos a los cuales servían de decoración. El asunto de los dibujos, el tono de los colores son muy variados; se distinguen, sin embargo, tres disposiciones constantes:
- en la parte inferior, un ancho sub-basamento de un rojo oscuro y poco adornado de dibujos
- en medio de un encuadramiento, las más veces de color amarillo, cortado por filetes y columnetas
- en la parte superior, un friso sobrecargado de composiciones más delicadas que se destacan sobre un fondo blanco.

Durante los primeros tiempos que siguieron a la caída del Imperio romano, los arabescos desaparecieron de casi todos los edificios que se levantaban bajo la influencia del arte cristiano. Se diría que el genio severo de la religión naciente no podía prestarse a composiciones de un género tan caprichoso, que, en efecto, no reaparecieron entre nosotros, sino en el momento en que las artes europeas sufrieron la influencia de los árabes. Se sabe que el profeta Mahoma había prohibido a sus fieles la pintura de seres animados, hombres y animales. Reducidos así a la reproducción de las plantas y de las flores, los árabes se abstuvieron menos de copiar estrictamente las formas verdaderas que en buscar en sus contornos y sus inflexiones asuntos para dibujos de pura fantasía con los cuales adornaban sus mezquitas.

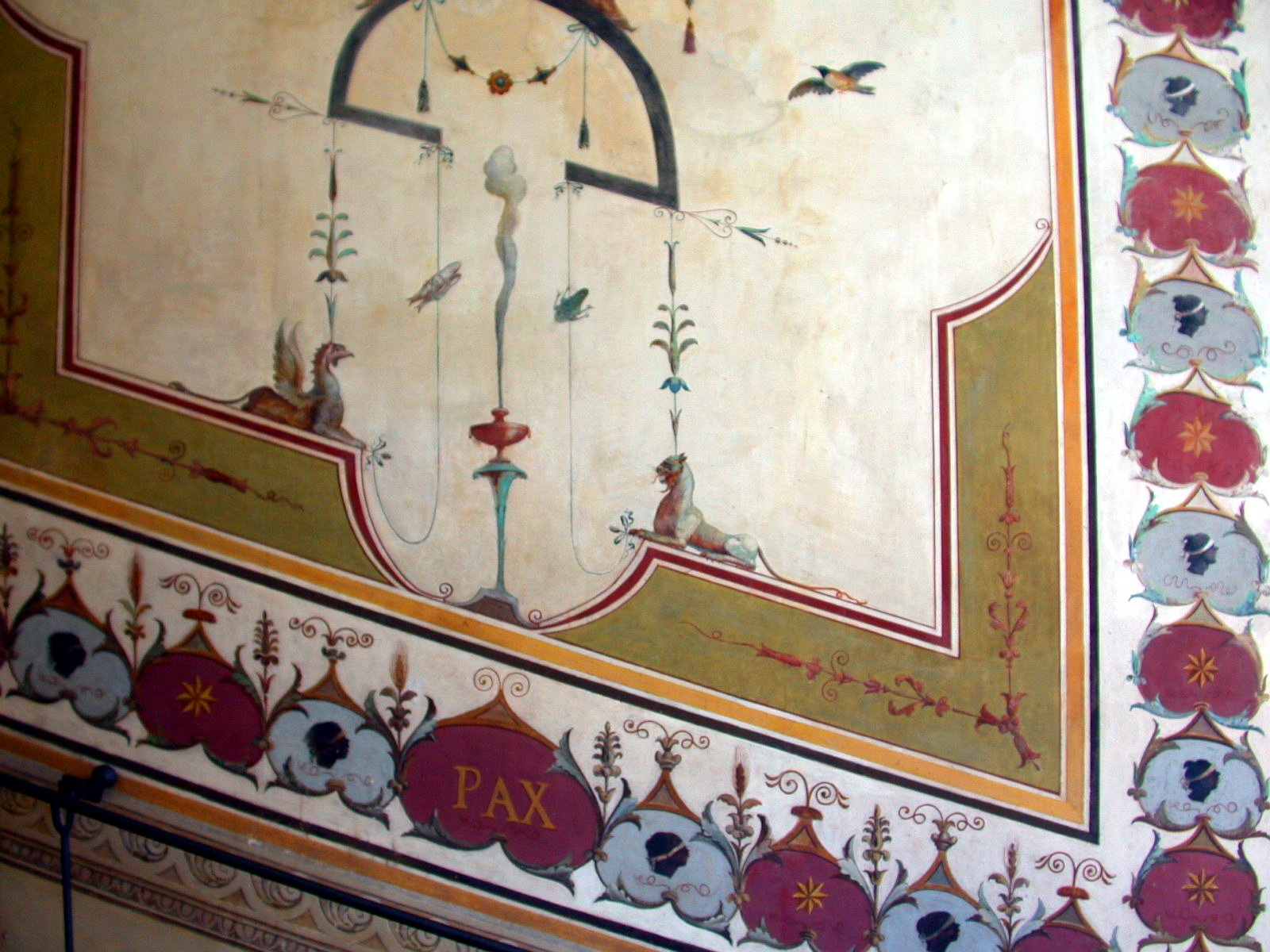
Ornamentos florales de Rafael en la Ciudad del Vaticano.

Los europeos, que estaban en contacto inmediato con los árabes, imitaron primero este género de decoración y las cruzadas, a su regreso de los diferentes países de Asia, propagaron este gusto en el resto de Europa.
Se vuelven a encontrar huellas de esta imitación en toda la arquitectura gótica, que, a pesar de su sello de perfecta originalidad en otras partes, sufre evidentemente la influencia oriental en todo lo que toca al ornamento. En esta época fue cuando se creó la palabra arabesco, denominación exacta siempre que se aplique a los ornamentos de los tiempos góticos, pero que deja de serlo en la época del renacimiento. Desde entonces los maestros en materia de ornamentos no fueron ya los árabes sino los romanos y se comenzó a imitar los bellos modelos que estos últimos habían dejado sobre las paredes de sus monumentos. Rafael mismo se aplicó a él y demostró su genio. Fue el primero entre los europeos que introdujo figuras alegóricas en los arabescos. Se duda si fue en esto un innovador o solamente el imitador de algunas antiguas pinturas muy poco conocidas en su tiempo. De cualquier forma, los arabescos con que adornó ciertos parajes de la Ciudad del Vaticano, siguen siendo los modelos más acabados de este género de pintura para todos los artistas presentes y venideros.

## Arabesco islámico

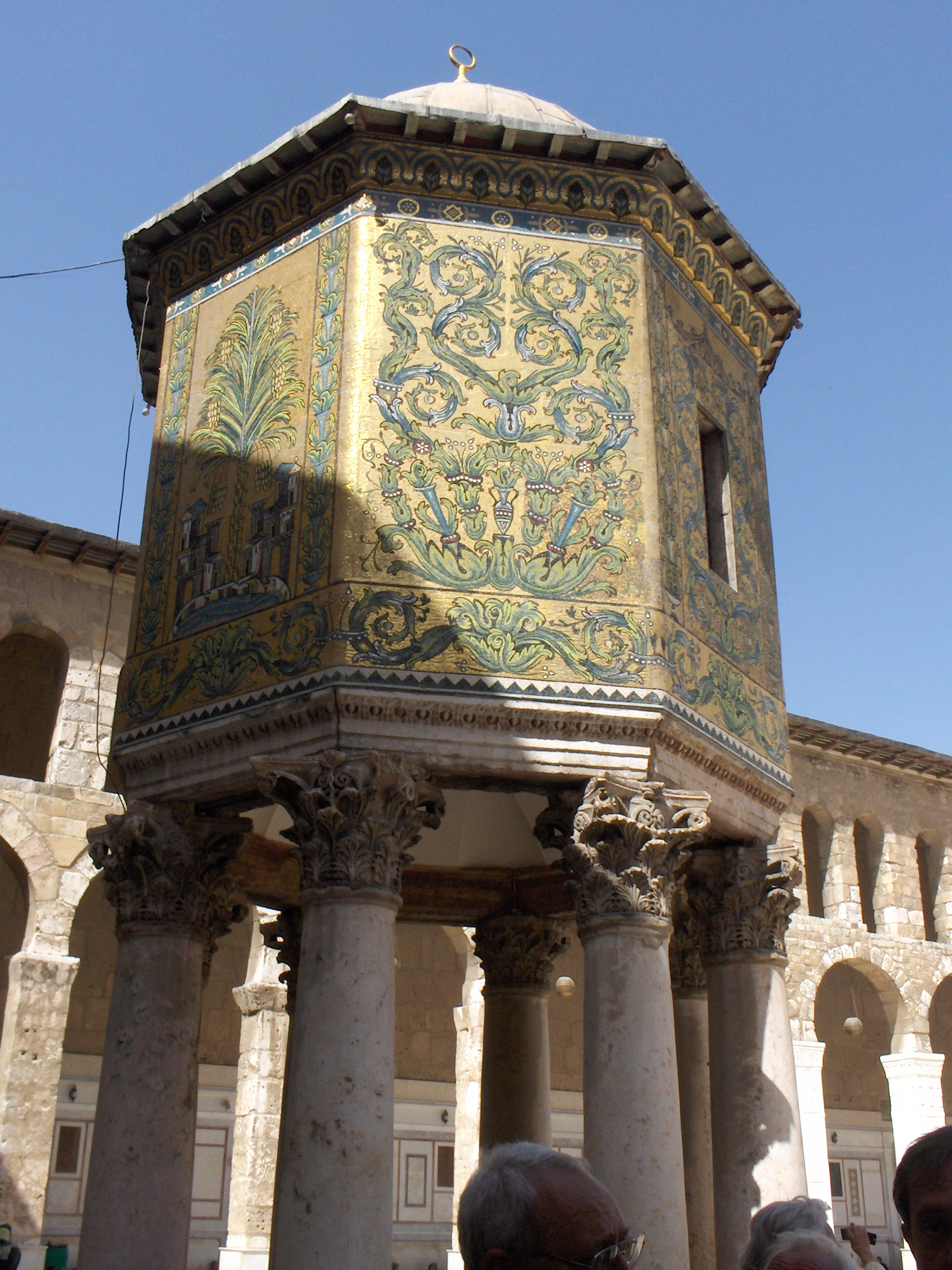
Mosaicos de la Cúpula del Tesoro de la Gran Mezquita de Damasco, 789, todavía en estilo esencialmente bizantino

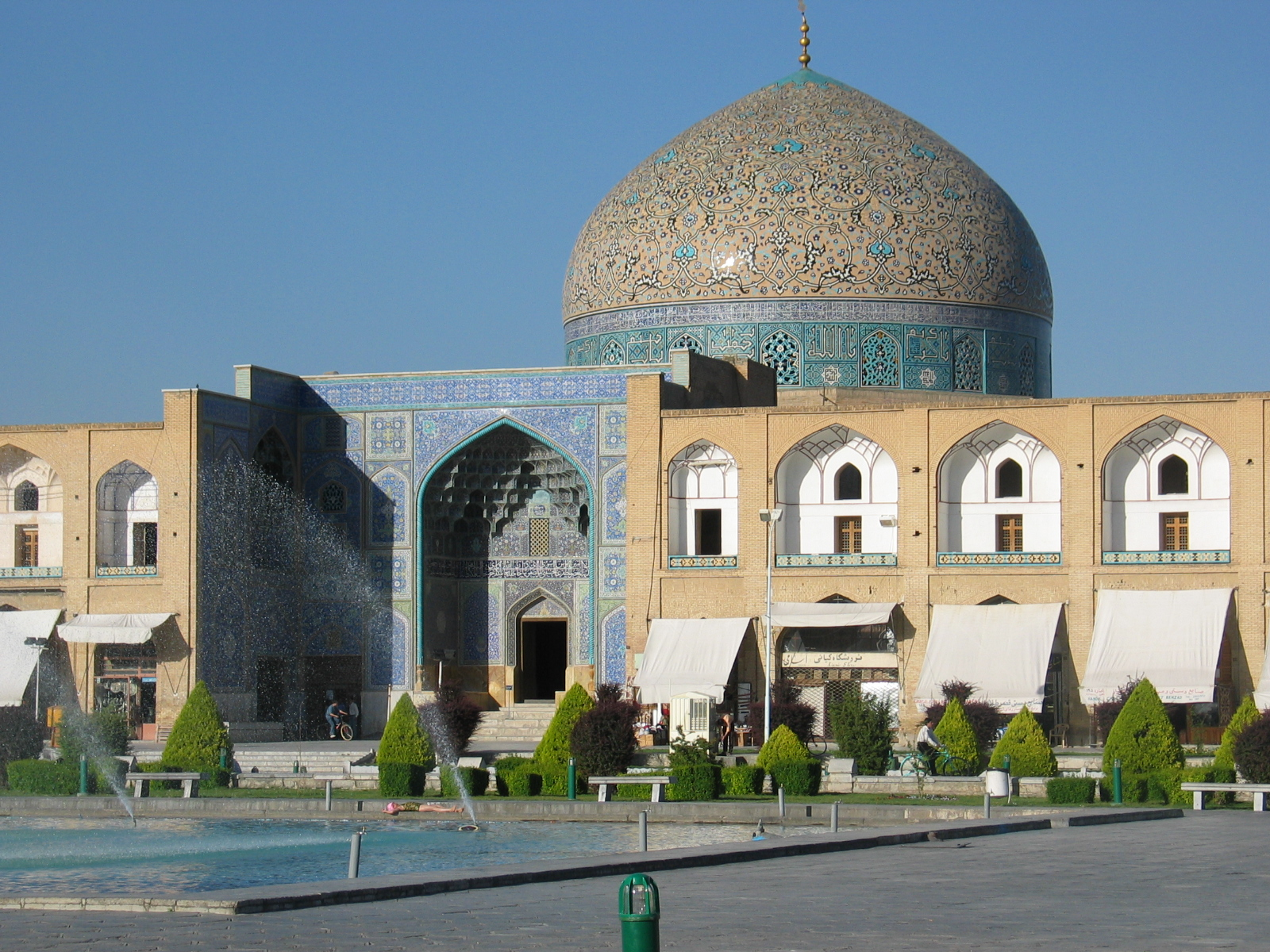
Patrón arabesco gigante en la cúpula de la mezquita Sheikh Lotfallah de Isfahán, Irán, siglo XVII

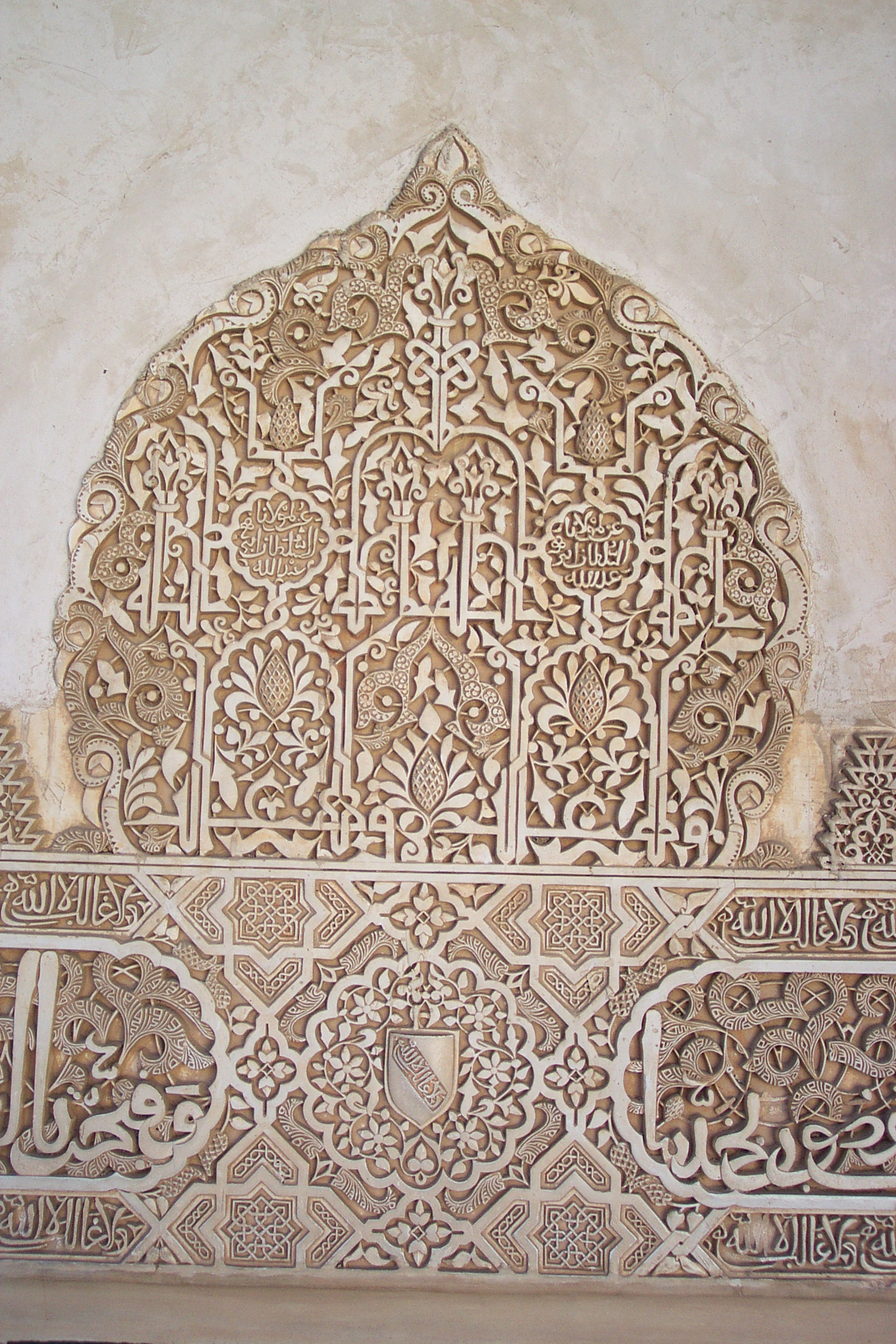
Tres modos de arte islámico: los arabescos, los patrones geométricos y la caligrafía, utilizados conjuntamente en el Patio de los Arrayanes de la Alhambra (Granada, España)

El  arabesco es un elemento del arte islámico que habitualmente se encuentra decorando las paredes de mezquitas, casas y otros edificios del mundo islámico, que consiste en la elaboración repetitiva de formas geométricas, a menudo de plantas y a veces de animales (sobre todo pájaros). Se hace en vez de emplear pinturas de humanos o animales lo que está prohibido (Haram) en el islam. La elección de que formas geométricas deben usarse y cómo  ajustarse a un determinado formato está basada en la visión islámica del mundo: para los musulmanes, tales formas, tomadas en su conjunto, constituyen un patrón infinito que se extiende más allá del mundo material visible. Para muchos en el mundo musulmán, los arabescos simbolizan el infinito, y por lo tanto una descentralización, de la naturaleza creada por un solo Dios (Alá). Además, el artista islámico realizador de los arabescos transporta una espiritualidad definida sin la iconografía del arte cristiano.
El arabesco islámico probablemente fue inventado en Bagdad alrededor del siglo X. Apareció por primera vez como un desarrollo propio y original en el arte islámico en paneles de mármol tallados en esa época. 
Lo que hace que el arabesco islámico sea único y distinto de las decoraciones vegetales de otras culturas es su correspondencia infinita y el hecho de que puede extenderse más allá de sus límites reales. El arabesco se desarrolló a partir de las tradiciones largamente establecidas de ornamentación con volutas vegetales en las culturas tomadas por las primeras conquistas islámicas. El arte islámico temprano, por ejemplo en los famosos mosaicos del siglo VIII de la Gran Mezquita de Damasco, a menudo contenía patrones de volutas vegetales, en ese caso realizados por artistas bizantinos en su estilo habitual. Las plantas más utilizadas eran versiones estilizadas del acanto, con su énfasis en las formas frondosas, y la vid, con un énfasis igual en los tallos entrelazados. La evolución de estas formas hacia un tipo islámico propio se completó hacia el siglo XI, habiendo comenzado en los siglos VIII o IX en obras como la Fachada de Mushatta. Durante este desarrollo, las formas vegetales se fueron simplificando y estilizando cada vez más.  Los relativamente abundantes restos de relieves de estuco  de los muros de palacios (pero no de mezquitas) en la Samarra abasí, capital islámica entre 836 y 892, ofrecen ejemplos de tres estilos: A, B y C, aunque más de uno puede aparecer en el mismo muro y su secuencia cronológica es incierta.
Aunque el esquema general del proceso es generalmente aceptado, existe una considerable diversidad de puntos de vista sostenidos por académicos especialistas sobre cuestiones detalladas relativas al desarrollo, la categorización y el significado del arabesco. El estudio detallado de las formas arabescas islámicas fue iniciado por Alois Riegl en su estudio formalista  Stilfragen: Grundlegungen zu einer Geschichte der Ornamentik [Problemas de estilo: fundamentos para una historia del ornamento] de 1893, quien en el proceso desarrolló su influyente concepto de Kunstwollen. Riegl trazó la continuidad y el desarrollo formalista en formas vegetales decorativas desde el arte del antiguo Egipto y otras civilizaciones antiguas del Cercano Oriente a través del mundo clásico hasta el arabesco islámico. Aunque el Kunstwollen tiene pocos seguidores hoy en día, su análisis básico del desarrollo de las formas ha sido confirmado y refinado por el corpus más amplio de ejemplos conocidos hoy en día. Jessica Rawson  ha ampliado recientemente el análisis para cubrir el arte chino, que Riegl no analizó, rastreando muchos elementos de la decoración china hasta la misma tradición, y el trasfondo compartido ayudó a que la asimilación de los motivos chinos en el arte persa después de la invasión mongol fuera armoniosa y productiva.
Muchos patrones arabescos desaparecen en (o "debajo", como suele parecer al observador) un borde del marco sin fin, por lo que pueden considerarse infinitamente extensibles más allá del espacio que realmente ocupan. Esta fue sin duda una característica distintiva de la forma islámica, aunque con precedentes. La mayor parte de la decoración de follaje en las culturas anteriores, aunque no toda, terminaba en el borde del espacio ocupado, aunque los patrones de follaje infinitamente repetibles son muy comunes en el mundo moderno en papel pintado y textiles.
Por lo general, en las formas más antiguas no se busca el realismo; no se imita ninguna especie vegetal en particular, y las formas suelen ser botánicamente imposibles o inverosímiles. Las formas de "hoja" suelen surgir lateralmente del tallo, en lo que suele denominarse «media palmeta», llamada así por su ancestro lejano y de aspecto muy diferente en la ornamentación del antiguo Egipto y la Antigua Grecia. Los tallos nuevos surgen de las puntas de las hojas, un tipo a menudo llamado madreselva, y los tallos a menudo carecen de puntas, serpenteando sin fin. La fachada de Mshatta primitiva es reconocible como una especie de parra, con hojas convencionales en el extremo de tallos cortos y racimos de uvas o bayas, pero las formas posteriores suelen carecer de estos. Las flores fueron raras hasta aproximadamente el año 1500, fecha en la que aparecen con mayor frecuencia, especialmente en el arte otomano, y suelen identificarse por su especie. En el arte otomano, las hojas grandes y plumosas llamadas saz se hicieron muy populares y se elaboraban en dibujos que mostraban solo una o más hojas grandes. Con el tiempo, la decoración floral, derivada en su mayoría de los estilos chinos, especialmente los de la porcelana china, sustituyó al arabesco en muchos tipos de trabajos, como la cerámica, los textiles y las miniaturas.

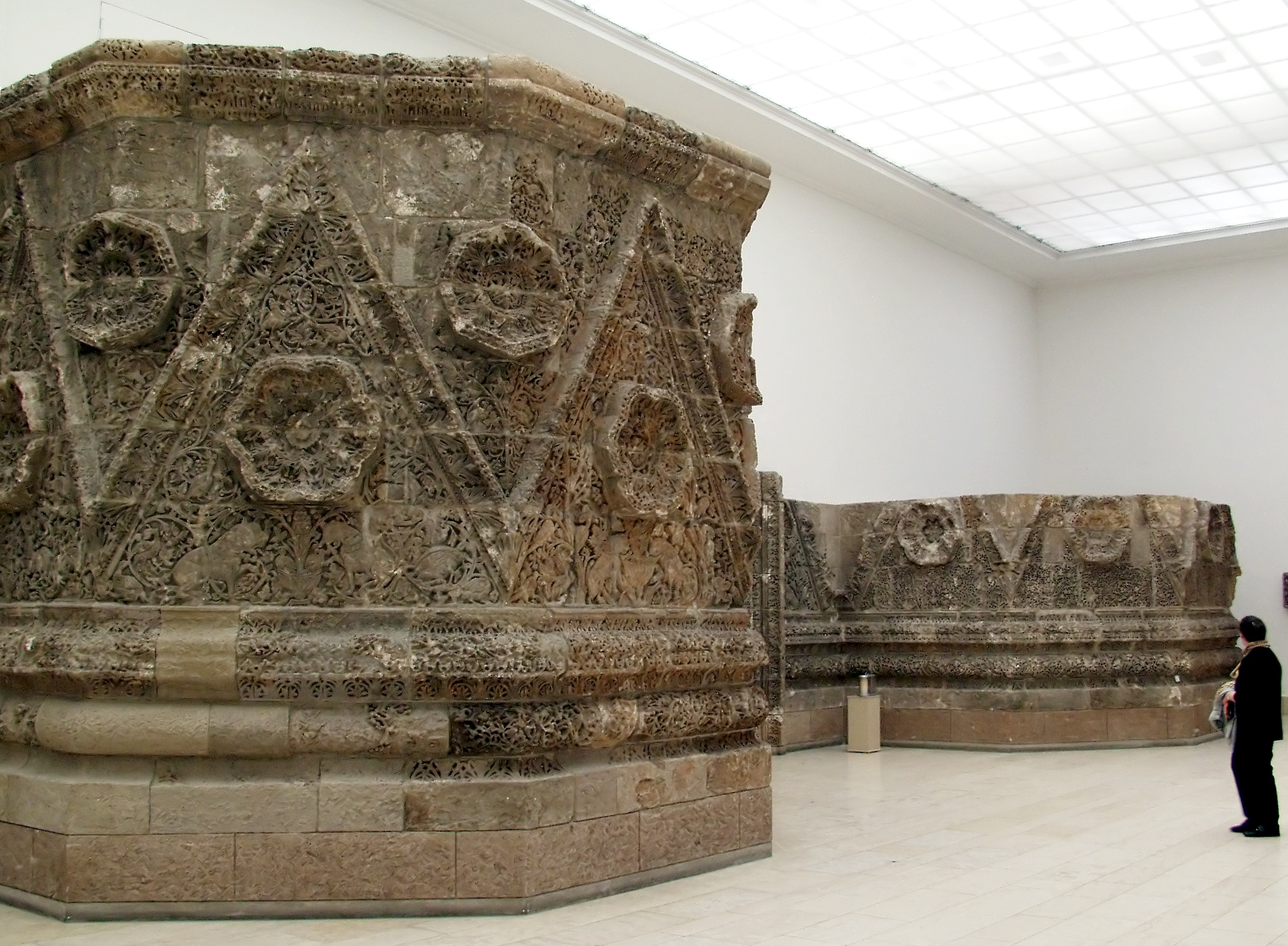
Fachada del palacio de Mshatta, Jordania, c. 740, actualmente en el Museo de Pérgamo (Berlin)
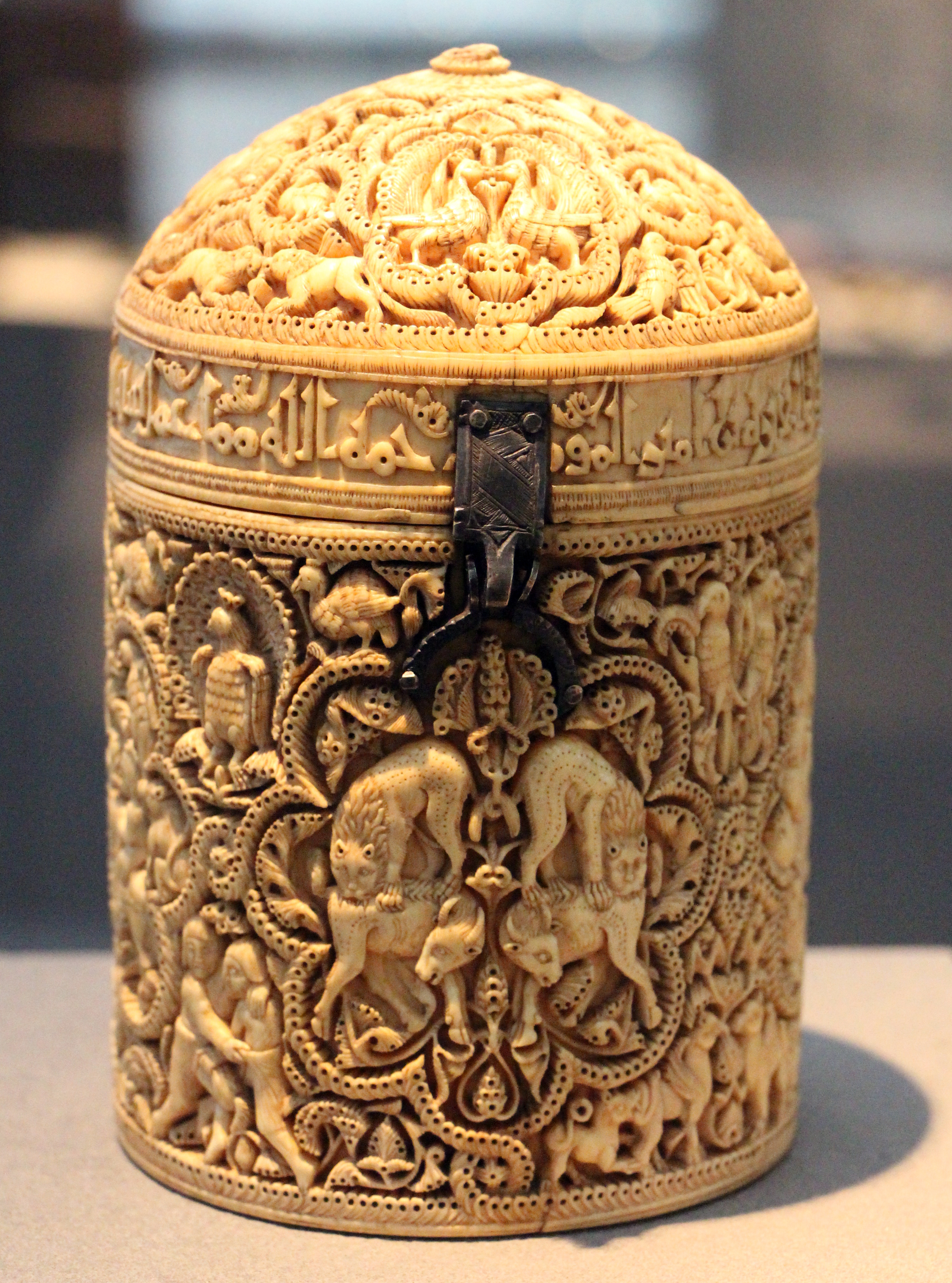
Píxide de Al-Mughira, siglo X, en el  Louvre
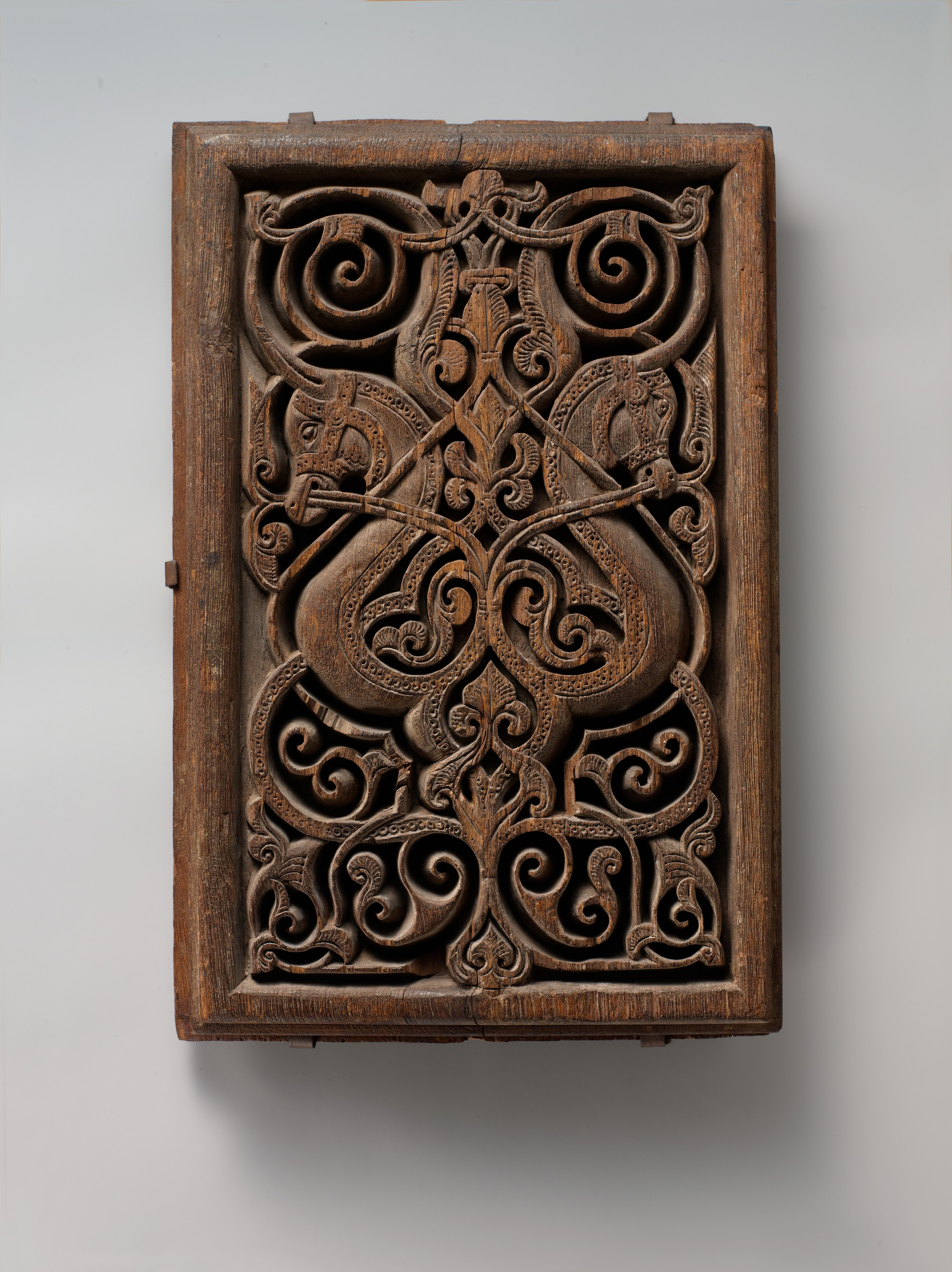
Panel con cabezas de caballos, siglo XI, en el Museo Metropolitano de Arte,Nueva York
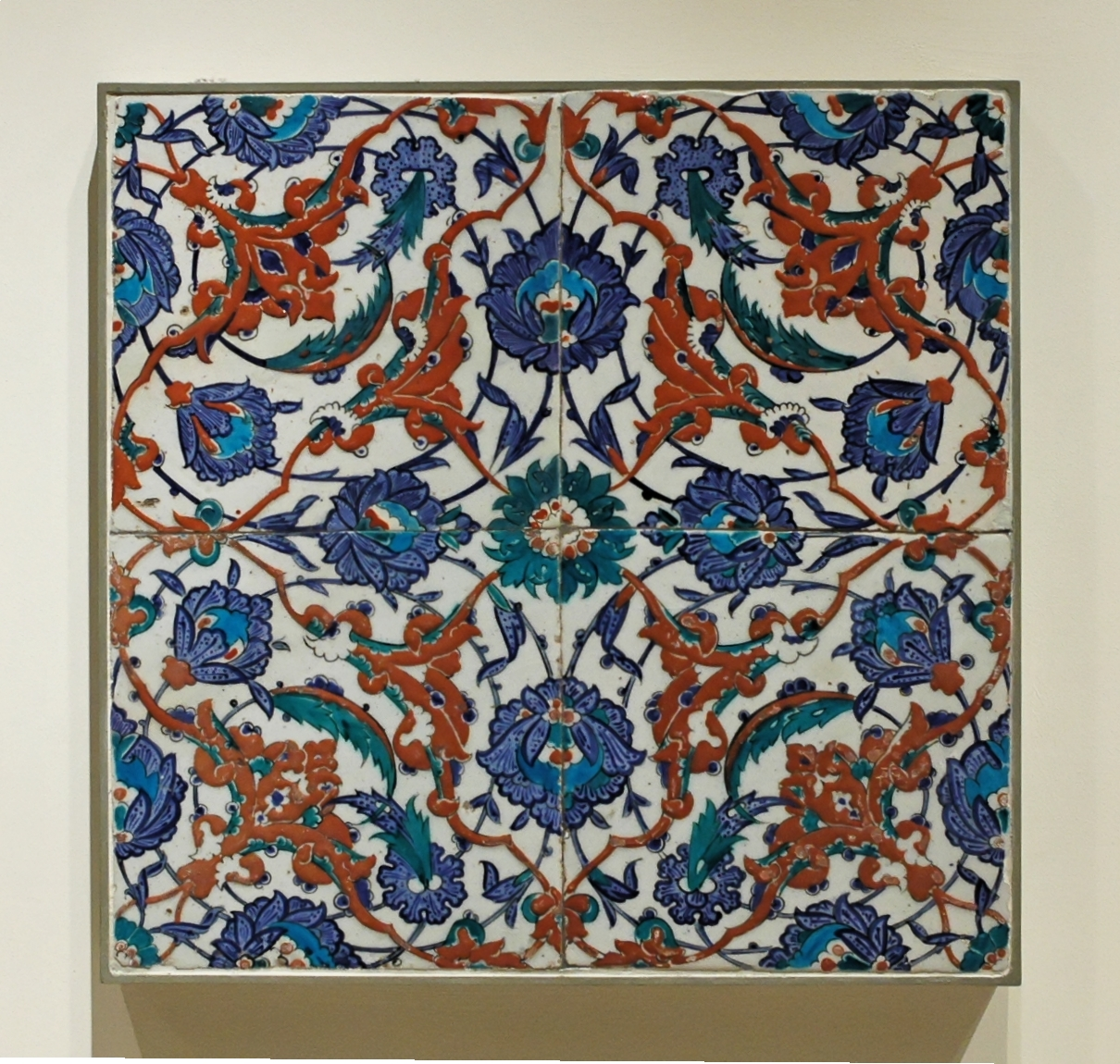
Panel de azulejos de Iznik con flores, 1550-1600,en el Louvre
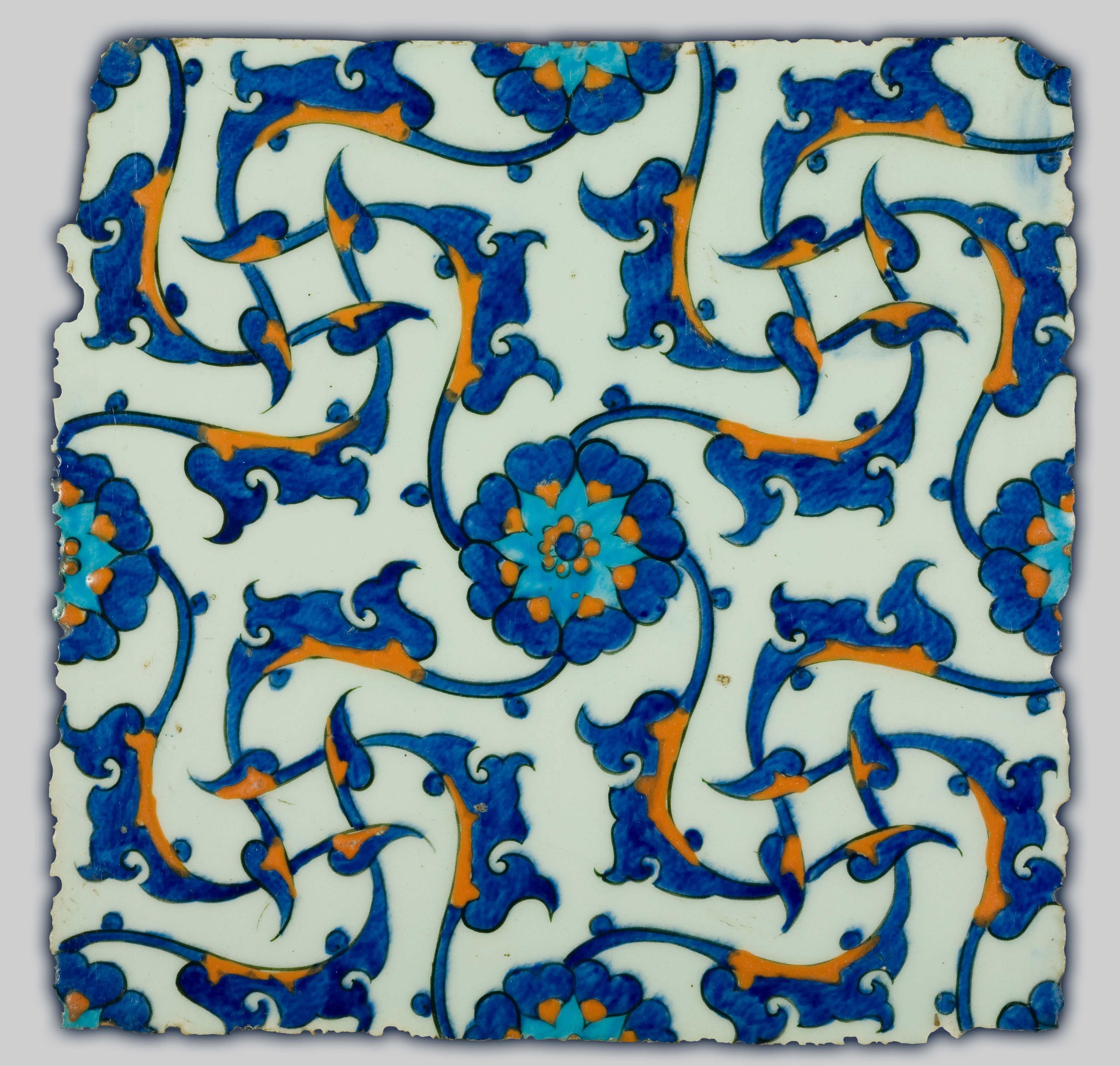
Azulejo de Iznik, 1560,  en el Museo de Arte Islámico de Doha, Qatar

### Importancia en el Islam

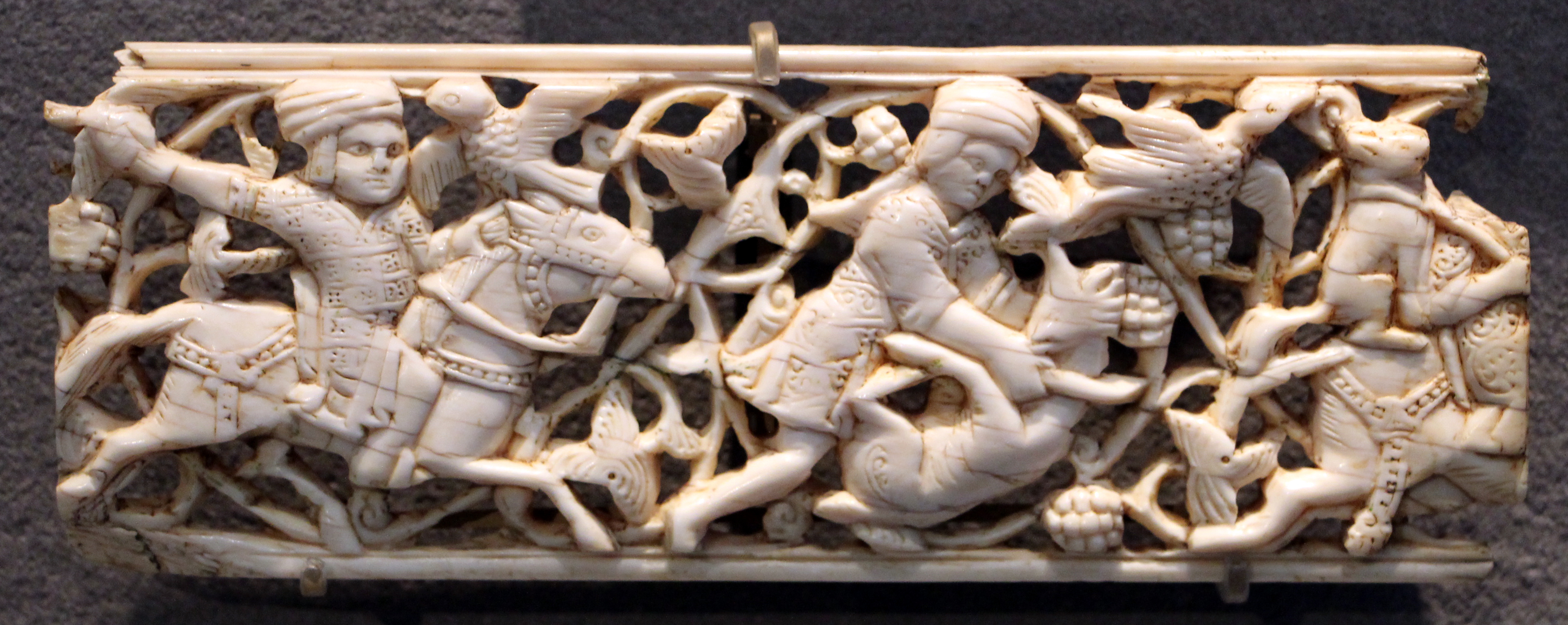
Patrón arabesco tras los cazadores en una placa de marfil, siglos XI-XII, Egipto

Se suele decir que los arabescos y patrones geométricos del arte islámico surgen de la cosmovisión islámica. Generalmente se desaconseja la representación de animales y personas, lo que explica la preferencia por los patrones geométricos abstractos.
Hay dos modos de arte arabesco. El primer modo recuerda los principios que gobiernan el orden del mundo. Estos principios incluyen los fundamentos de lo que hace que los objetos sean estructuralmente sólidos y, por extensión, hermosos (es decir, el ángulo y las formas fijas/estáticas que crea, especialmente la armadura). En el primer modo, cada forma geométrica repetitiva tiene un simbolismo incorporado que se le atribuye. Por ejemplo, el cuadrado, con sus cuatro lados equiláteros, simboliza los elementos igualmente importantes de la naturaleza: tierra, aire, fuego y agua. Sin ninguno de los cuatro, el mundo físico, representado por un círculo que inscribe el cuadrado, colapsaría sobre sí mismo y dejaría de existir. El segundo modo se basa en la naturaleza fluida de las formas de las plantas. Este modo recuerda la naturaleza femenina de dar vida. Además, al inspeccionar los muchos ejemplos de arte arabesco, algunos argumentarían que, de hecho, existe un tercer modo, el modo de la caligrafía islámica.
En lugar de evocar algo relacionado con la «Realidad Verdadera» (la realidad del mundo espiritual), el Islam considera la caligrafía como una expresión visible del arte más elevado: el arte de la palabra hablada (la transmisión de pensamientos e historia). En el Islam, el documento más importante que se transmite oralmente es el Corán. Proverbios y pasajes completos del Corán se pueden ver hoy en el arte arabesco. La unión de estas tres formas crea el arabesco, reflejo de la unidad que surge de la diversidad; un principio fundamental del Islam.
El arabesco puede considerarse arte y ciencia a partes iguales. La obra de arte es a la vez matemáticamente precisa, estéticamente agradable y simbólica. Debido a esta dualidad de la creación, la parte artística de esta ecuación puede subdividirse tanto en arte secular como religioso. Sin embargo, para muchos musulmanes no hay distinción; todas las formas de arte, el mundo natural, las matemáticas y la ciencia se consideran creaciones de Dios y, por lo tanto, reflejos de lo mismo: la voluntad de Dios expresada a través de su creación. En otras palabras, el hombre puede descubrir las formas geométricas que constituyen el arabesco, pero estas formas siempre existieron antes como parte de la creación de Dios, como se muestra en esta imagen.
Hay una gran similitud entre las obras de arte arabescas de regiones geográficas muy diferentes. De hecho, las similitudes son tan pronunciadas que a veces es difícil para los expertos determinar el origen de un estilo dado de arabesco. La razón de esto es que la ciencia y las matemáticas que se utilizan para construir obras de arte arabescas son universales. Por lo tanto, para la mayoría de los musulmanes, la mejor obra de arte que el hombre puede crear para su uso en la mezquita es aquella que muestra el orden subyacente y la unidad de la naturaleza. El orden y la unidad del mundo material, creen, es una mera aproximación fantasmal del mundo espiritual, que para muchos musulmanes es el lugar donde existe la única realidad verdadera. Por lo tanto, las formas geométricas descubiertas ejemplifican esta realidad perfecta porque la creación de Dios ha sido oscurecida por los pecados del hombre.
Los errores en las repeticiones pueden ser introducidos intencionalmente como muestra de humildad por artistas que creen que solo Alá puede alcanzar la perfección, aunque esta teoría es controvertida.
El arte arabesco consiste en una serie de formas geométricas repetidas, ocasionalmente acompañadas de caligrafía. Ettinghausen et al. describen el arabesco como un «diseño vegetal compuesto por palmetas completas y medias, como un patrón continuo e infinito, en el que cada hoja crece de la punta de otra». Para los fieles del Islam, el arabesco simboliza su fe unida y la visión del mundo de las culturas islámicas tradicionales.